# Valéry Grancher
Pour les articles homonymes, voir Grancher.
Valéry Grancher est un artiste français né à Toulon le 22 avril 1967 .

## Biographie
En 2009, sous l'impulsion d'une chaîne de télévision dédiée à la vidéo d'art Souvenirs from Earth TV, il crée une première mondiale le 12 avril 2009, par la diffusion sur cette chaîne de sa vidéo Geopol, travelling de 360e déroulant l'horizon arctique durant l'été polaire pendant 24h00. Jamais une œuvre d'une telle durée n'avait été diffusée sur une chaîne de télévision auparavant,.